# Črešnjevec ob Dravi
Črešnjevec ob Dravi je naselje v Občini Selnica ob Dravi.